# クライ (フェイス・ヒルの曲)
「クライ」はアメリカ合衆国の女性カントリー歌手のフェイス・ヒルの楽曲。この楽曲は、彼女の5枚目のアルバムである『クライ』に収録された曲で、同アルバムからの最初のシングルとして2002年12月10日にリリースされた。
2003年のグラミー賞にて、最優秀女性カントリー・ボーカル・パフォーマンス賞を受賞。各国の週間シングルチャートではカナダで3位を記録した。また日本でも、パナソニック「デジタルT（タウ）」のCM曲、フジテレビ系ドラマ『薔薇の十字架』の主題歌として使用された。